# 2011년 레바논 시위
2011년 레바논 시위는 아랍의 봄의 영향을 받은 시위이다. 주요 시위는 레바논 정치의 신조주의에 반하는 새로운 정치개혁을 요구한다.

## 배경

### 정치적 체계
레바논은 의회를 구성한 공화국으로 신조주의에 입각하여 각 종교 지파의 대표자가 비례 대표로서 고위직을 모두 차지하는 형식을 취한다. 레바논 헌법은 정부에 대한 신임 권리를 국민에 인정하지만 1970년 중반부터 1992년 선거까지 레바논 내전으로 해당 권리를 시민들이 스스로 행사할 수 없었다. 헌법에 따르면 직접 선거는 의회 구성원 선거 목적으로 4년 만에 열려야 하며 2009년 선거가 가장 최근의 것이다. 신임 정부 수립에는 6개월이 걸렸으며 의회는 임명되면 대통령을 6년 임기로, 즉 6년 마다 새로선출해 임명한다. 이 때 임명된 대통령은 연임이 애초에 불가능하며 2008년 레바논 선거에서 대통령과 의회는 후에 총리를 임명하며 3월 8일 연합이거나 3월 14일 연맹 둘 중의 하나에서 선출돼야 한다. 이는 진보사회당이 교섭권 상실로 3월 8일 연합 측에 기운 행태를 보이면서 굳어진 것이다.
레바논의 종교는 수니, 시아파 이슬람, 기독교로 나뉜다. 더군다나 통계치는 1932년 이후 산출된 적도 없어서 국가의 일촉즉발 상황에 대해서 예지하기도 힘들며 추산치만 내놓고 있는 상태다.

### 2011 신정부
2011년 1월 12일 정부는 에너지 장관 제브란 바실의 발표에 따라 실각한다. 헤즈볼라가 더 이상 숨지 않고 활동을 재개할 것이며 전 국무총리 라픽 하리리의 암살에 대해 헤즈볼라에 대해 기소장을 지속적으로 요구할 시 공격을 감행할 것이라는 경고를 지속적으로 보내왔다. 이에 따라 에너지부 장관과 10명의 모든 야당 장관이 사퇴하면서 신정부에 큰 혼란이 야기된다. 예비 기소장은 1월 17일 예상대로 발부됐으며) 대통령 미쉘 술레이만은 국무 장관에 아드나 사이드 후세인을 발탁했으나 후에 사임하면서 총 11명의 장관 퇴임으로 정부가 파국에 치닫는다. 뉴욕타임스는 시리아와 사우디아라비아가 중재한 레바논 평화협상에 진전이 없었기 때문에 정치적 불안이 더욱 촉발된 것으로 보고 있다. 장관들의 사임은 하리리 총리의 피살 이후 설립된 레바논 특별재판소와의 협조 철회 논의를 위한 긴급 내각 수립에 총리가 거부의사를 밝히면서 시작됐다.
헌법상 새 정부 출범의 열쇠를 쥐고 있는 술레이만은 사임을 수용하면서 헌법 69항에 의거해 총 정부 내각의 1/3이상이 사퇴할 경우 남은 정부 구성원은 임시정부로서 역할하며 새 정부 출범 때까지 기능한다는 조항을 말했다.
6월 13일 신정부가 발표돼 출범한 상태다.